# Kindi (departamento)
Kindi é um departamento ou comuna da província de Boulkiemdé no Burkina Faso. A sua capital é a cidade de Kindi.
Em 1 de julho de 2018 tinha uma população estimada em 44881 habitantes.